# Лінвуд (Вашингтон)
Лінвуд (англ. Lynnwood) — місто (англ. city) в США, в окрузі Сногоміш штату Вашингтон. Населення — 38 568 осіб (2020).
Місто поєднує в собі риси поселення міського типу, передмістя, невеликого містечка, придорожніх та спальних районів для фахівців, що працюють в Сієтлі. Лінвуд було у трійці найбільших міст округу та займало 24 позицію в рейтингу найбільших міст штату Вашингтон.
Линвід також відомий як «центральне місто» на півдні округу Снохомиш, оскільки є центром роздрібної торгівлі.

## Географія
Лінвуд розташований за координатами 47°49′44″ пн. ш. 122°18′2″ зх. д. / 47.82889° пн. ш. 122.30056° зх. д. (47.828978, -122.300676).  За даними Бюро перепису населення США в 2010 році місто мало площу 20,34 км², з яких 20,30 км² — суходіл та 0,04 км² — водойми.

## Демографія
Згідно з переписом 2010 року, у місті мешкало 35 836 осіб у 14 107 домогосподарствах у складі 8501 родини. Густота населення становила 1762 особи/км².  Було 14939 помешкань (734/км²).
Расовий склад населення:
| - 63,8 % — білих - 17,3 % — азіатів - 5,5 % — чорних або афроамериканців - 1,1 % — корінних американців - 0,5 % — вихідців з тихоокеанських островів - 6,6 % — осіб інших рас |

До двох чи більше рас належало 5,1 %. Частка іспаномовних становила 13,3 % від усіх жителів.
За віковим діапазоном населення розподілялося таким чином: 21,7 % — особи молодші 18 років, 64,9 % — особи у віці 18—64 років, 13,4 % — особи у віці 65 років та старші. Медіана віку мешканця становила 37,3 року. На 100 осіб жіночої статі у місті припадало 96,0 чоловіків;  на 100 жінок у віці від 18 років та старших — 93,5 чоловіків також старших 18 років.
Середній дохід на одне домашнє господарство  становив 63 765 доларів США (медіана — 50 554), а середній дохід на одну сім'ю — 76 164 долари (медіана — 63 367). Медіана доходів становила 47 102 долари для чоловіків та 41 129 доларів для жінок. За межею бідності перебувало 16,0 % осіб, у тому числі 18,6 % дітей у віці до 18 років та 17,2 % осіб у віці 65 років та старших.
Цивільне працевлаштоване населення становило 17 833 особи. Основні галузі зайнятості: освіта, охорона здоров'я та соціальна допомога — 22,6 %, роздрібна торгівля — 15,4 %, мистецтво, розваги та відпочинок — 13,0 %, науковці, спеціалісти, менеджери — 11,9 %.

## Світлини

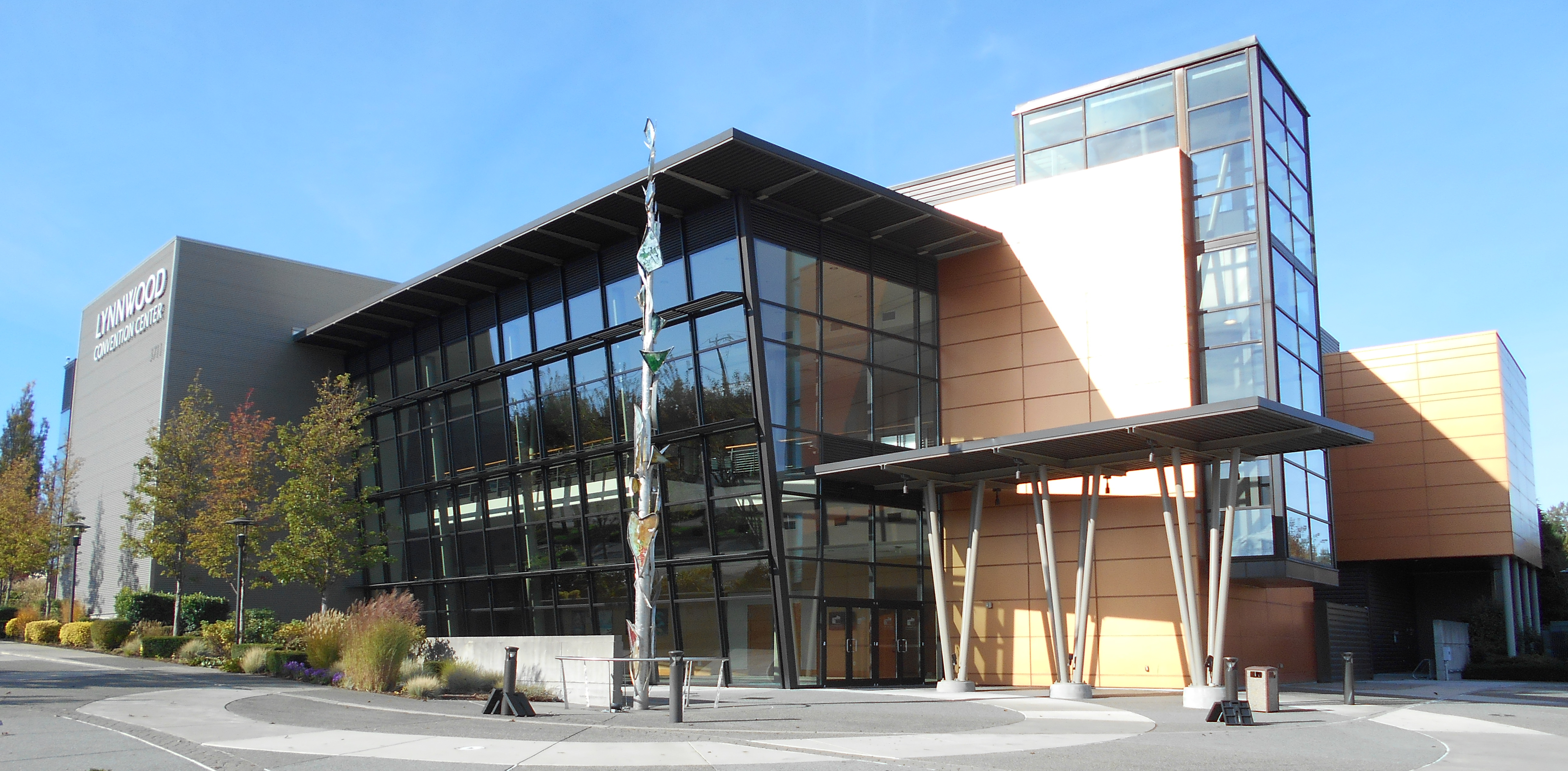
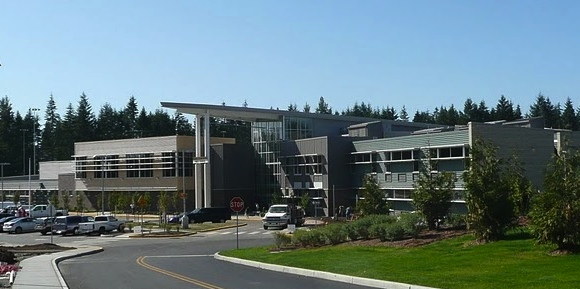